# Kunštát (zámek)
Hrad Kunštát z 13. století přestavěný na renesanční zámek a později klasicistně upravený se vypíná na výběžku ploché výšiny jihozápadně nad stejnojmenným městem v okrese Blansko. Je chráněn jako národní kulturní památka. Zámek je ve vlastnictví státu, jeho správcem je Národní památkový ústav. Je přístupný veřejnosti.

## Historie
Dříve se uvádělo, že hrad byl založen již v první polovině 13. století, což měly dokládat románské prvky na stavbě, ale novější výzkum ukázal, že hrad vznikl pravděpodobně až v šedesátých letech 13. století. Kunštát nechal vystavět Kuna ze Zbraslavi a Kunštátu, syn Gerharda ze Zbraslavi, který se na hradě uvádí roku 1279.
Hrad rozšířil v první polovině 14. století Gerhard (Heralt) z Kunštátu, který byl ve významných funkcích brněnského a znojemského komorníka. Kunštátská větev rodu pánů z Kunštátu hrad držela až do roku 1414, kdy zemřel její poslední mužský potomek Erhart mladší z Kunštátu. Hrad získala poděbradská větev, konkrétně Boček starší z Poděbrad. Protože jeho syn Viktorín Boček z Kunštátu a Poděbrad předčasně zemřel, hrad získal poručník Jiřího z Poděbrad Heralt z Kunštátu a Líšnice, který byl známým odbojníkem rakouského vévody Albrechta, jenž v roce 1436 Kunštát obléhal a dobyl.
V druhé polovině 15. století začala výstavba předhradí a štítové zdi. Stavebníkem byl český král Jiří z Poděbrad, a proto se věž v přehradí nazývá Poděbradskou. V jeho díle pokračoval Procek z Kunštátu a Opatovic a po něm jeho o jednu generaci mladší bratranec Jan Heralt z Kunštátu a Líšnice. Gotickou stavební aktivitu završil jejich příbuzný Hynek Boček z Polné na začátku 16. století. Rod Kunštátů hrad ztratil nadobro v roce 1521, kdy ho koupil Vilém z Pernštejna.

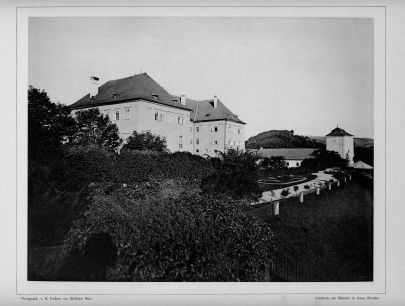
Zámek na vyobrazení z roku 1888

Roku 1529 získal hrad Jan Černčický z Kácova. Ten začal provádět renesanční přestavbu a hrad dostal podobu zámku. V roce 1593 koupil panství rod hrabat z Hardeku. Roku 1680 podnikl nový majitel Kašpar Fridrich, hrabě z Lamberka barokní přestavbu, a objekt se tak již definitivně změnil na reprezentativní zámek. V roce 1701 byla přistavěna zámecká kaple sv. Josefa. Kolem roku 1800 proběhla klasicistní úprava, o kterou se zasloužili Honrichsové.
Posledními šlechtickými majiteli zámku byli od roku 1903 Coudenhove-Honrichsové, kteří jej zdědili. Po smrti hraběte Františka Josefa Coudenhove-Honrichse v roce 1912 se správy velkostatku ujala jeho jediná dcera komtesa Františka Leopoldina Marie (* 7. září 1892 na Kunštátě - † 21. 4. 1977 v Rosariu, Argentina), která se roku 1916 rozhodla pro vstup do Kongregace sester Těšitelek Božského srdce Ježíšova (přijala řádové jméno s. M. Anežka po sv. Anežce Přemyslovně). V roce 1939 převedla vlastnické právo k zámku Kunštát na Kongregaci sester Těšitelek Božského srdce Ježíšova.
Výňatek z Darovací listiny: "Kongregaci Těšitelek Božského Srdce Ježíšova věnuji uvedený majetek jako kmenové jmění k trvalému a nezávislému finančnímu zajištění, aby mohla přijímat chudé, ale způsobilé čekatelky i bez věna a mohla použít výnosu jeho k vydržování mateřince, dorostu a ozdravovny sester, k provozování své charitativní činnosti, k založení nových domů, k podpoře svých chudých svěřenců, pracujíc nezištně pro veřejné blaho, věnujíc se bezplatně těm nejubožejším spoluobčanům bez rozdílu náboženství a národnosti, nepracujíc na výdělek a nepožívajíc pravidelných podpor od státu nebo veřejných fondů." 
Nebyla to však jediná řeholnice pocházející z rodiny Coudenhove-Honrichsů. Již její teta Alžběta Leopoldina Josefa Maria (* 20. srpna 1860 na Kunštátě) vstoupila toku 1904 k sestrám sv. Františka Saleského ve Vídni{{doplňte zdroj}}.
Pozemková reforma na velkostatku Kunštát probíhala v roce 1924. Státní pozemkový úřad vyhlásil, že podle zákona z 30. ledna 1920 přidělí do vlastnictví (popřípadě do pachtu) z velkostatku Kunštát, v majetku Františky Coudenhove-Honrichsové, v soudním okrese Kunštát: 1. zbytkový statek ze dvora Lamberk ve výměře cca 66 ha zemědělské půdy a 15 ha další půdy; 2. zbytkový statek ze dvora Louka ve výměře cca 71 ha zemědělské a 15 ha jiné půdy. Žádosti o příděl ve lhůtě od 12. září do 22. září 1924 vyřizoval přídělový komisař Státního pozemkového úřadu v Brně (pracovní obvod č. 1).
Říšský protektor v roce 1941 platnost převodu zrušil a na zámek byla uvalena nucená správa (v té době byl zámek adaptován na ubytovnu pro brněnské sirotky). Vlastnictví zámku Kunštát zpět na Kongregaci sester Těšitelek Božského srdce Páně přešlo znovu v roce 1945.
| Rok  | Počet návštěvníků |
| ---- | ----------------- |
| 2015 | 9 219             |
| 2016 | 10 223            |
| 2017 | 9 813             |

V druhé polovině 40. let získal na zámku několik místností vědec Erich Hudec s rodinou. Ten v roce 1947, při služební cestě do Švýcarska, zůstal v zahraničí a už se nevrátil. Následující rok plánoval převezení i jeho rodiny. Avšak 8. června byla před zámkem nalezena mrtvola jeho manželky a v zámku mrtvý jejich syn. Případ byl uzavřen jako synovražda a následná sebevražda. Kolem případu panuje dodnes mnoho nejasností.
V roce 1948 byl kunštátský zámek zestátněn (Kongregace sester Těšitelek Božského srdce Páně neuplatnila na zámek Kunštát restituční nárok) a sloužil jako depozitář Moravského zemského archivu v Brně. Od 1. ledna 2005 je Kunštát ve správě Národního památkového ústavu a je zpřístupněn pro veřejnost.
V roce 2014 se stává centrem významné společenské události, Roku pánů z Kunštátu, pořádané v cyklu Po stopách šlechtických rodů.
V rozmezí let 2015 až 2016 došlo k objevu a následně k celoplošnému odkryvu středověké nástěnné figurální malby, která se nacházela ukryta pod vrstvami novodobějších omítek v tzv. rytířském sále původního kunštátského hradního paláce. Autor zde v první polovině 14. století zachytil výpravný cyklus se světskou rytířskou tematikou. Jedná se o jeden z nejvýznamnějších objevů v rámci středověkých profánních maleb v českých zemích v posledním desetiletí.
V roce 2019 natáčeli na zámku filmaři 3. díl z minisérie Hlava Medúzy s názvem Smrt na zámku.

## Fotogalerie

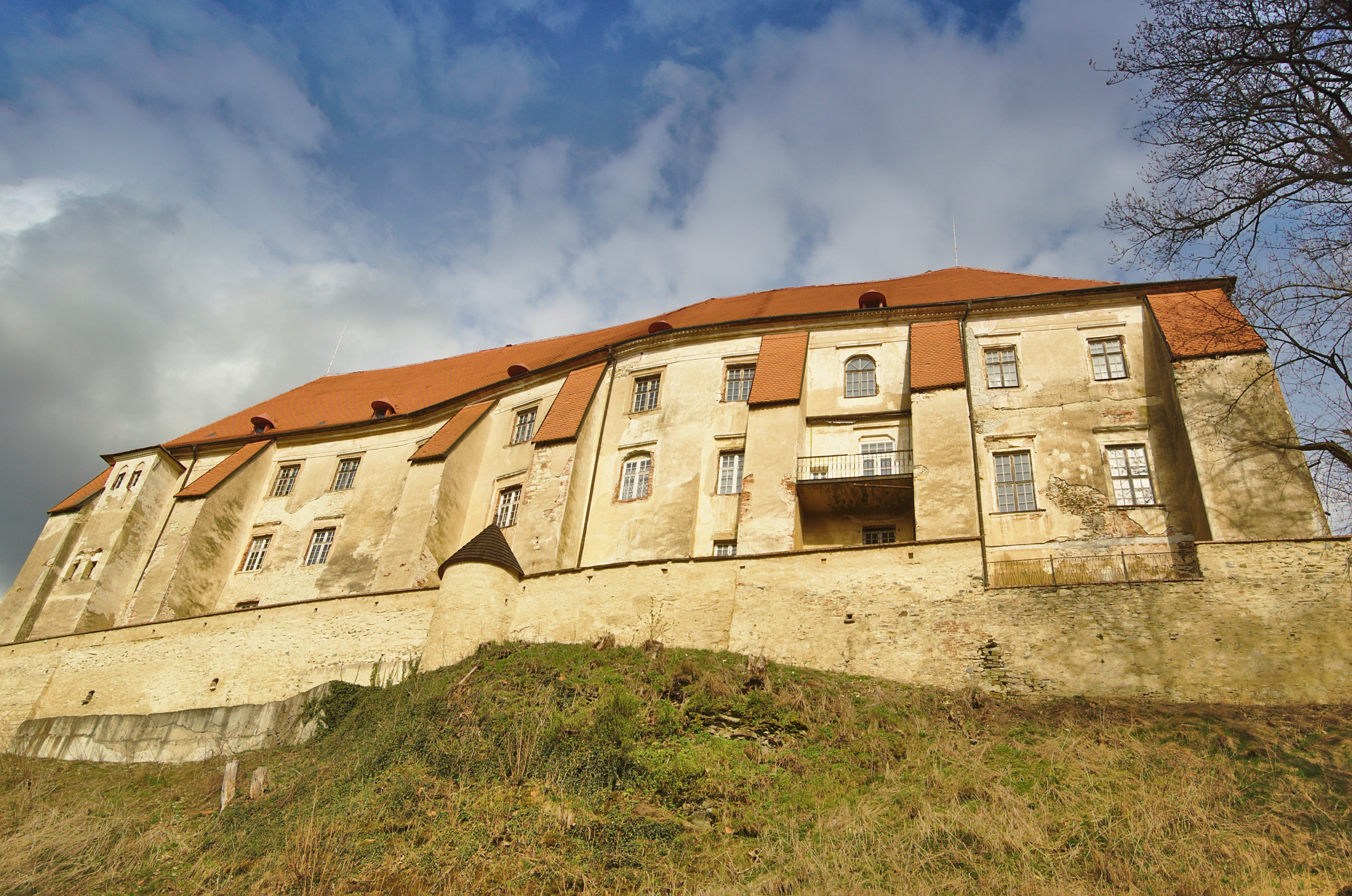
Podhled na zadní část
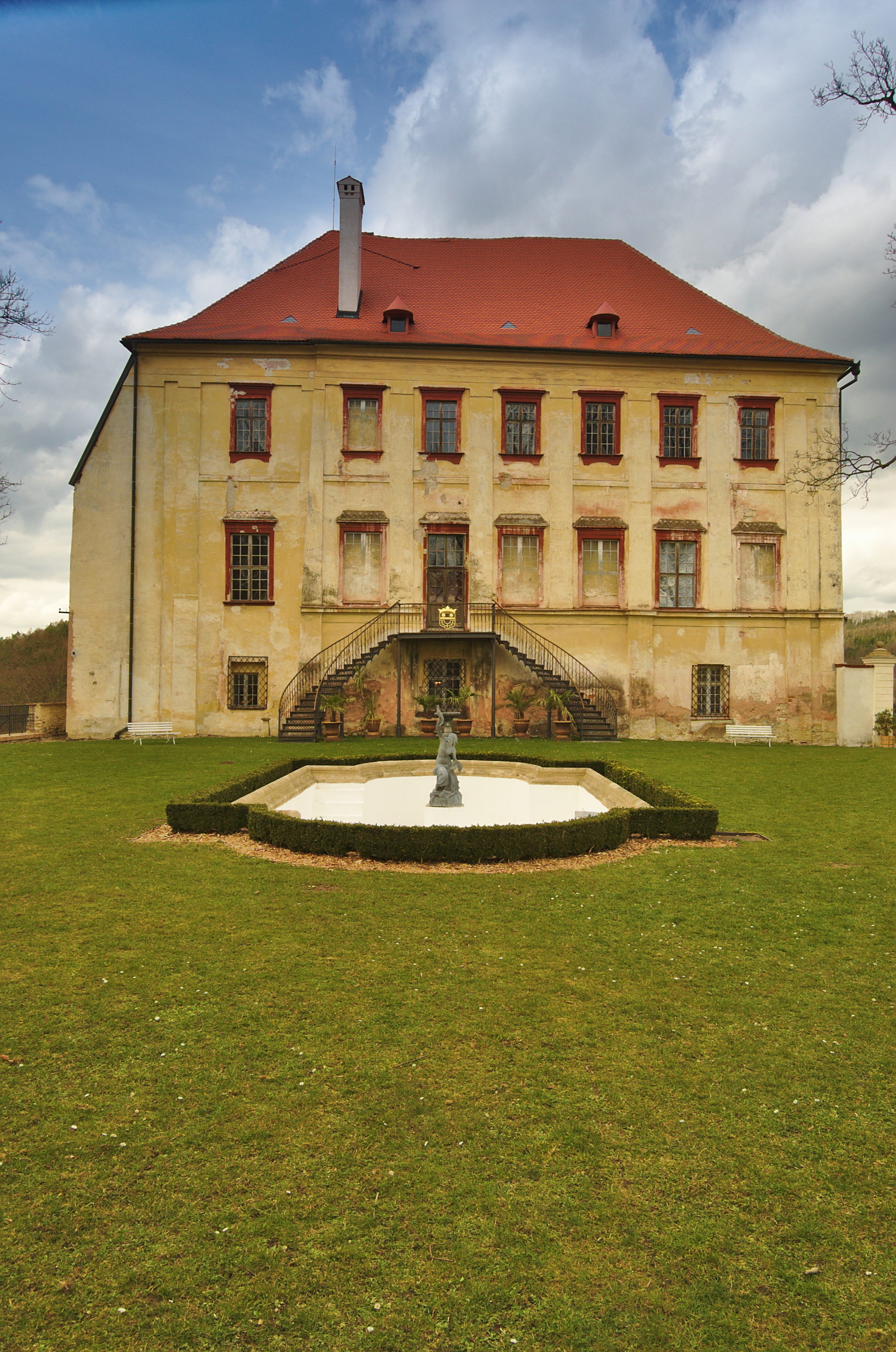
Jižní část s bazénkem
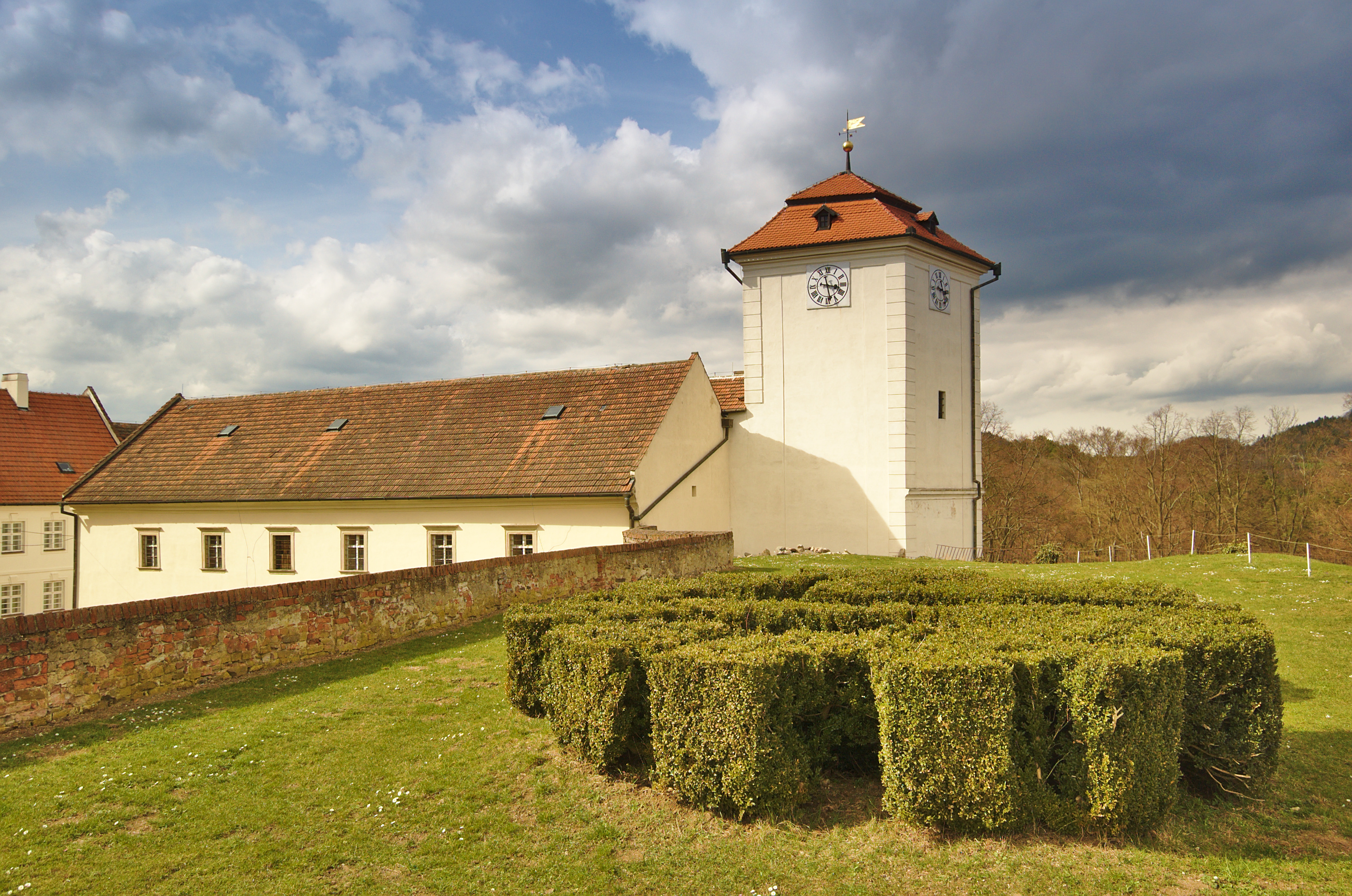
Dolní zámek
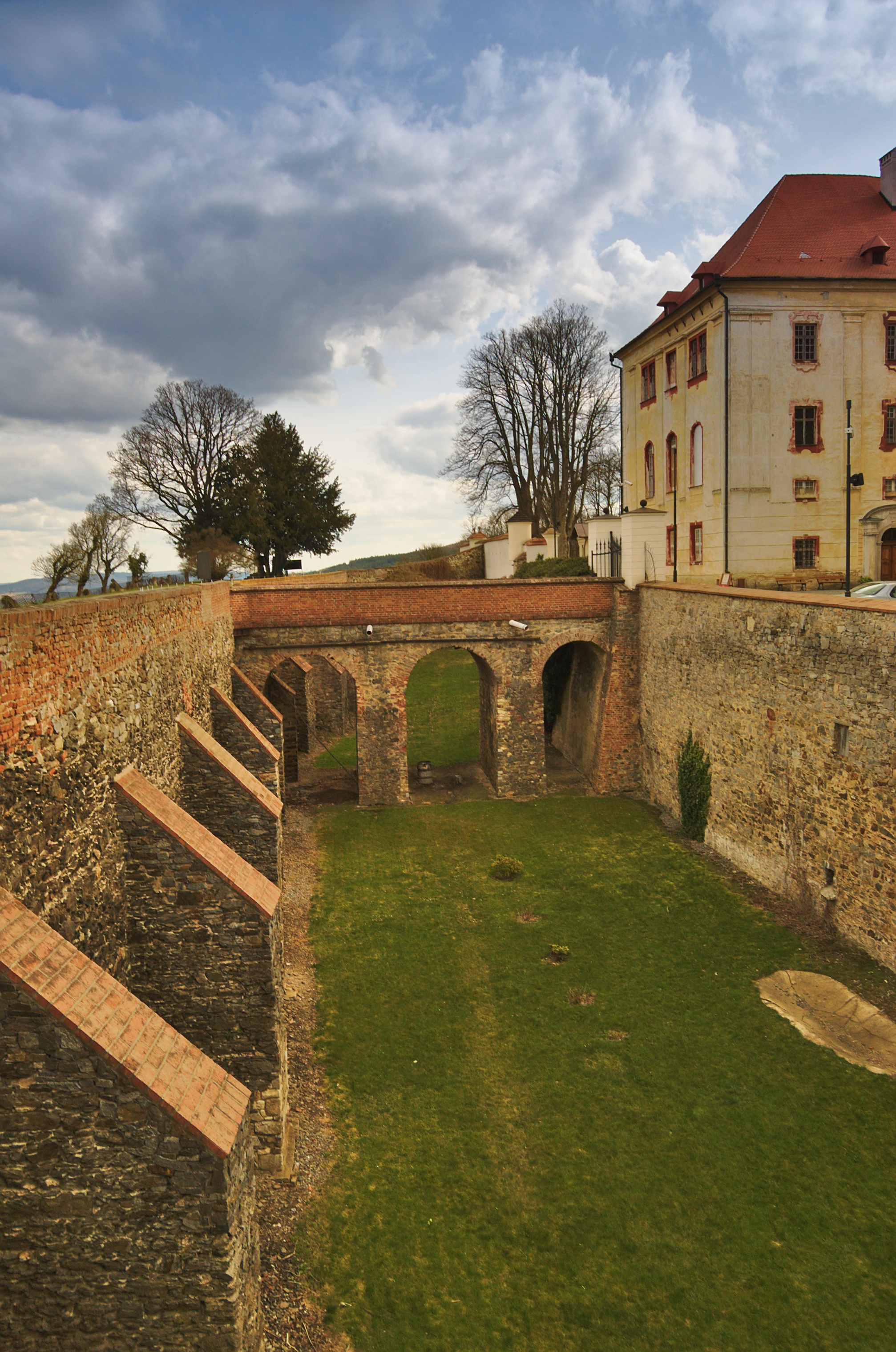
Hradní příkop
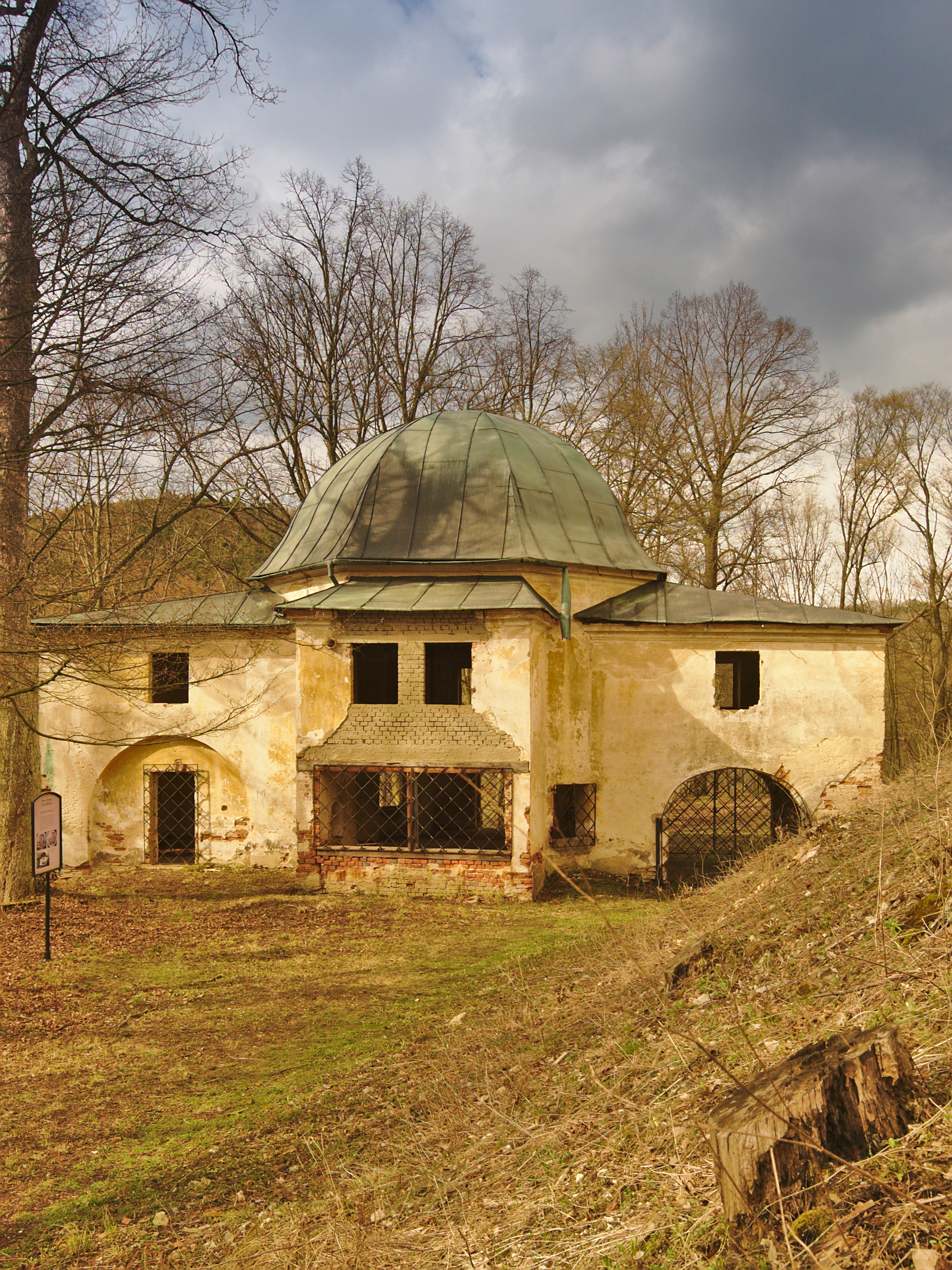
Zámecká střelnice
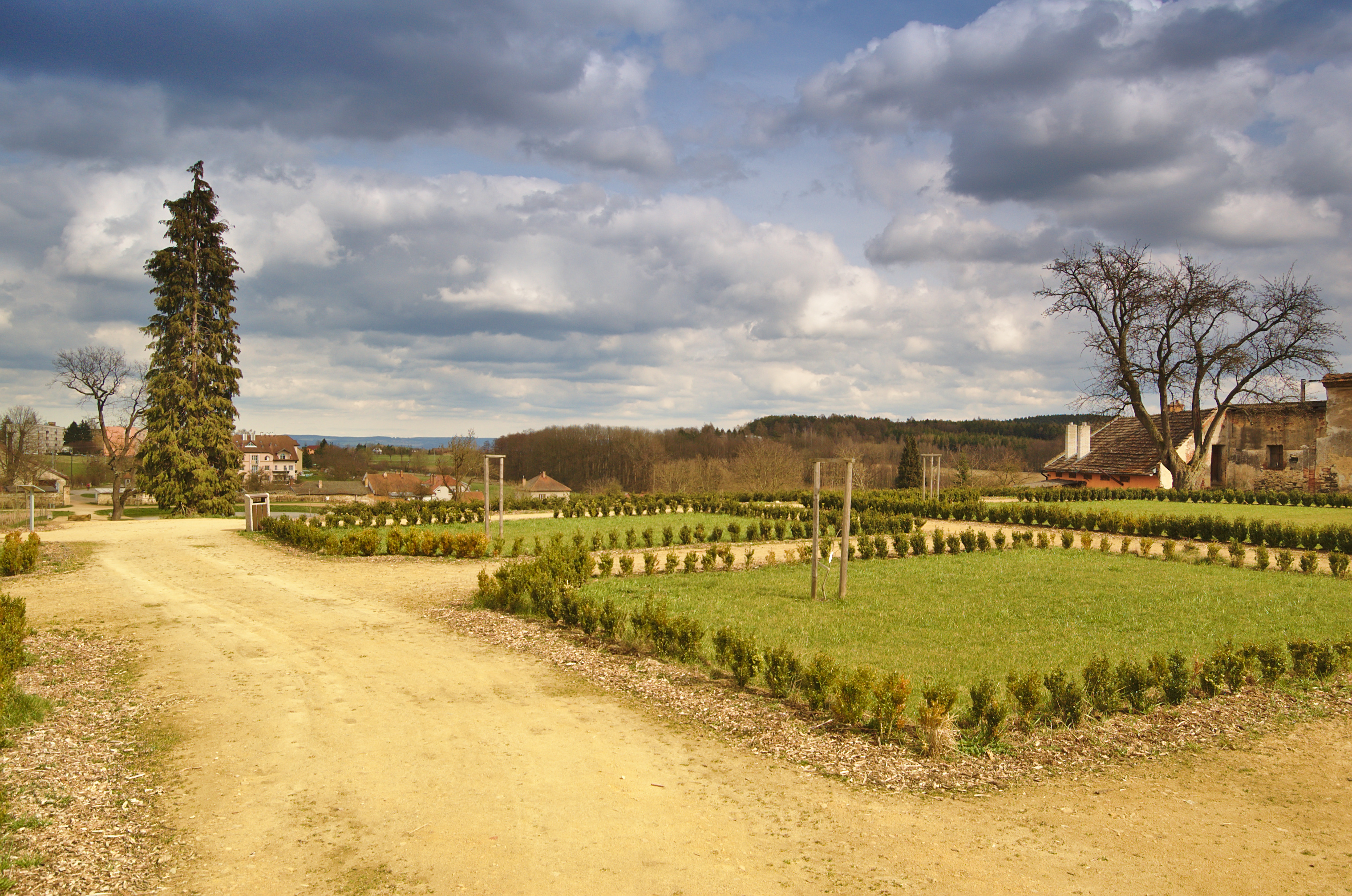
Zámecký park
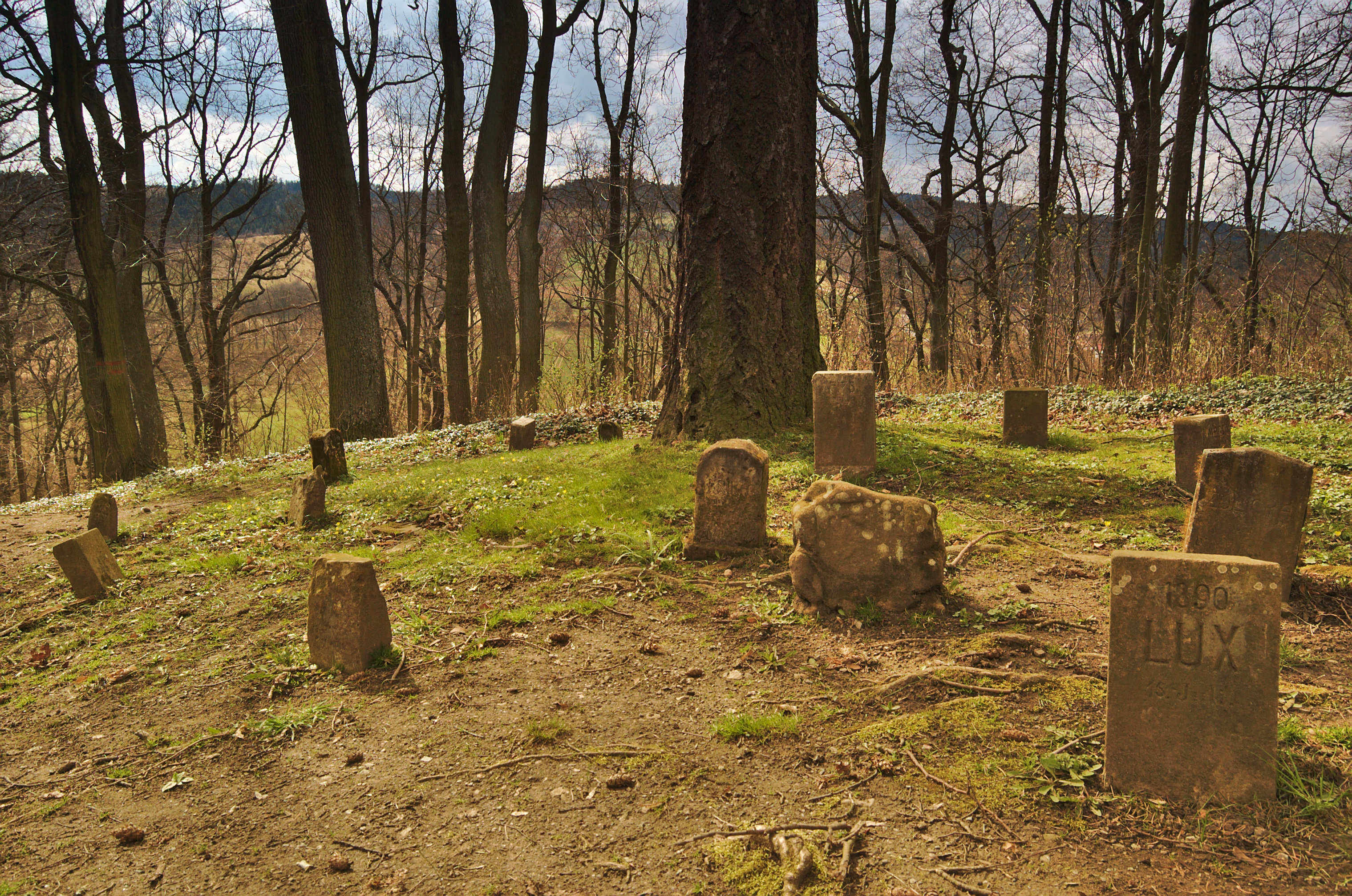
Psí hřbitov